# SAR-21
ST Kinetics SAR-21 – автомат, розроблений сінгапурською компанією CIS (Chartered Industries Of Singapore) у 1990-х роках. Замінив у збройних силах Сінгапуру CIS SAR-80, CIS SR-88 і американські M16A1, що випускалися в Сінгапурі за ліцензією, а також пропонується на експорт.

## Конструкція
SAR-21 є автоматом під набій 5,56×45 мм НАТО, побудований за схемою булпап. Автоматика побудована на основі газовідвідного двигуна (розташованого над стволом) з довгим ходом газового поршня. Замикання ствола здійснюється поворотним затвором на 7 бойових упорів. Перекладач режимів вогню, кнопкового типу, розташований за приймачем магазина біля плечового упору. Кнопка трипозиційна: запобіжник, одиночний вогонь та автоматичний.
У базовій конфігурації передбачений лазерний цілевказівник видимого або інфрачервоного діапазону, який вмонтований під стволом біля його дульного зрізу. Кнопка вмикання цілевказівника розташована на цівці, з лівого боку зброї. Живлення здійснюється звичайною батареєю розміру «АА».
При виготовленні зброї та магазинів до неї використовується ударостійкий пластик (магазини зроблені прозорими, щоб контролювати витрати боєприпасів подібно до G36). Елементи корпусу зброї з'єднуються між собою поперечними штифтами, тому розбирання зброї не вимагає спеціального інструменту.
Особливість автомата - оптимізація конструкції тільки для використання правшами: принципова відсутність можливості викиду стріляних гільз вліво, а також наявність металевої пластини, яка повинна захистити стрілку при мимовільному вибуху патрона. Пластина зміцнює ствольну коробку з лівого боку, біля плечового упора.

## Варіанти
- SAR-21 Grenade Launcher (GL) ("Гранатомет") - варіант з 40-мм підствольним гранатометом фірми CIS, або з M203.
- SAR 21 Sharpshooter — Базовий варіант SAR-21, але з 3-кратним оптичним прицілом замість 1,5-кратного за замовчуванням.
- SAR-21 P-rail (Планка Пікатінні) - інтегральний оптичний приціл замінений на планку Пікатінні.
- SAR-21 Modular Mounting System ("Модульна система кріплень") - варіант з укороченим стволом і планкою Пікатінні Mil-STd-1913. Є дві версії: стандартна та Carbine (з ще більш коротким стволом).
- SAR-21 Light Weight Carbine ("Легкий карабін") - полегшений карабін, найкомпактніший і найлегший з усього сімейства. Даний варіант забезпечений цівкою зміненої форми, відсутня рукоятка для перенесення, рукоятка заряджання винесена вперед і знаходиться над стволом. Для встановлення прицільних пристроїв використовується планка Пікатінні.
- SAR-21 LMG (Light Machine Gun) – легкий ручний кулемет, має обтяжений та злегка подовжений стовбур, сошки та передню рукоятку
- SAR-21 RCF (Round Corner Firing) – варіант для стрільби з-за кута, має спеціальний електронний модуль з камерою прицілу та окуляри з монітором для стрілка.
- SAR-21A - модифікація, що виробляється з 2010 року. Трохи легше базової комплектації, у стандартному варіанті з планкою Пікатінні та темпом стрільби 900 пострілів за хвилину

## Оператори
- Бруней
- Бангладеш
- Індонезія
- Марокко
- Перу
- Сінгапур
- Таїланд
- Шрі-Ланка